# Kosniza (Tunnel)
Der Kosniza-Tunnel (bulgarisch Козница ˈkɔznit͡sɐ) ist ein Eisenbahntunnel in Zentralbulgarien, der unter dem Kosnizagrat im Balkangebirge verläuft.
Der Tunnel liegt an der Eisenbahnstrecke Sofia–Burgas auf dem Gebiet der Gemeinden Kopriwschtiza und Karlowo zwischen den Bahnhöfen Kopriwschtiza (Gemeinde Kopriwschtiza) und Strjama (Gemeinde Karlowo) und bedient die Städte Kopriwschtiza bzw. Klissura.
Der Tunnel verläuft unter dem Kosnizagrat und verbindet das Balkangebirge mit Sredna Gora. Kosniza ist der längste Eisenbahntunnel des Landes. Er hat eine Länge von 5808 Metern, die normalerweise mit dem Zug in etwa 10 Minuten zurückgelegt werden. Er ist einspurig und hat eine Steigung zwischen 2,00 ‰ und 6,4 ‰. Die Strecke ist mit 25 kV elektrifiziert.

## Geschichte
Der Bau des Tunnels begann 1949 und wurde am 6. Juni 1951 abgeschlossen. Er wurde von der Arbeitsarmee unter der Führung von Atanas Panajotow gegraben. Bauleiter war Ing. Kolarow, Sohn des Kommunistenführers Wassil Kolarow. Der Tunnel wurde in den Jahren 2019 und 2020 komplett saniert.